# Tempestade tireoidiana
Tempestade tireoidiana (português brasileiro) ou tempestade tiroideia (português europeu) ou crise tireotóxica é uma complicação rara do hipertireoidismo (hiperatividade da tireoide), porém grave e que envolve risco de morte. Ela é caracterizada por febre alta (geralmente acima de 40°C), taquicardia, frequentemente fibrilação atrial, vômitos, diarreia e agitação. Pode ocorrer insuficiência cardíaca e infarto do miocárdio. Apesar do tratamento, o paciente pode evoluir para o óbito. A maior parte dos episódios ocorre tantos nos pacientes com hipertireoidismo previamente diagnosticado cujo tratamento foi interrompido ou se tornou inefetivo, quanto naqueles com hipertireoidismo moderado que desenvolvem uma intercorrência (tal como uma infecção).
A gravidade do hipertireoidismo, da tireotoxicose e da tempestade tireoidiana pode ser avaliada pelo escore de Burch-Wartofsky, introduzido em 1993. Este escore leva em conta vários parâmetros clínicos (tais como temperatura e grau de agitação); uma pontuação abaixo de 25 torna o diagnóstico de tempestade tireoidiana improvável, entre 25–45 sustenta o diagnóstico, e acima de 45 é altamente sugestiva de tempestade tireoidiana.
A tempestade tireoidiana requer hospitalização e tratamento imediatos. Frequentemente é necessária internação em Unidade de Terapia Intensiva. O iodeto inorgânico (idealmente o iodeto de potássio e não a solução de Lugol) e as drogas antitireoidianas (metimazole ou propiltiouracila) são usados para reduzir a liberação de hormônios tireoidianos pela glândula e os betabloqueadores são empregados para reduzir os efeitos nos órgãos-alvo dos hormônios tireoidianos circulantes. O controle da temperatura é alcançado com paracetamol e, geralmente, há a necessidade de reposição de fluidos, ventilação mecânica e corticosteroides. Qualquer suspeita de alguma causa subjacente deve ser abordada.